# 清水镇 (北京市)
清水镇，是中华人民共和国北京市门头沟区下辖的一个镇。

## 历史
1994年7月8日，北京市第21次市长办公会议决定撤销黄塔乡、齐家庄乡、清水乡，合并设立清水镇。

## 行政区划
清水镇下辖以下地区：
燕家台村、李家庄村、梁家庄村、台上村、上清水村、下清水村、田寺村、西达摩村、洪水峪村、上达摩村、达摩庄村、椴木沟村、梁家铺村、塔河村、黄安村、龙王村、黄安坨村、黄塔村、八亩堰村、简昌村、艾峪村、双涧子村、张家铺村、杜家庄村、张家庄村、齐家庄村、双塘涧村、天河水村、胜利村、小龙门村、洪水口村和江水河村。